# Bernard Despruets
Bernard Despruets (né à Garos dans le Béarn vers 1583 et mort le 20 juillet 1655) est un ecclésiastique qui fut évêque de Saint-Papoul de 1636 à 1655.

## Biographie
Bernard Despruets est issu d'une famille originaire du diocèse de Lescar. Il est le fils de Jean Despruets, notaire à Garos et le nom de sa mère est inconnu. Son frère aîné succède à leur père comme notaire, ses quatre autres frères intègrent un chapitre de chanoines : deux à Saintes et deux à Lescar et l'un d'entre eux, Jean, devient abbé et général des Prémontrés. Bernard Despruets semble avoir effectué ses études à Toulouse sous le tutorat d'un chanoine de Lescar. Il obtient un doctorat en théologie et devient curé d'Orthez vers 1614. Il transfère ensuite le centre de son activité vers le diocèse de Saintes quand il devient chanoine de la cathédrale et se fait remarquer lors de controverses avec les pasteurs locaux en 1618. 
Il apparaît qu'il devient alors un disciple de Pierre de Bérulle par l'intermédiaire de l'abbaye aux Dames de Saintes dont il est le chapelain et le visiteur et qui est dirigé par l'abbesse réformatrice Françoise II de Foix (1606-1666), ce qui favorise son ascension ultérieure. En effet, il est l'un des théologiens qui soutiennent l'ouvrage de Bérulle Grandeurs de Jésus en 1623 et il est dès lors considéré comme un candidat potentiel à l'épiscopat. Probablement ordonné prêtre au début de la décennie 1610, il devient chanoine et théologal de Lescar à la fin de la décennie 1620. Il est nommé évêque de Saint-Papoul en 1636, confirmé en septembre et consacré en novembre par l'archevêque de Sens dans l'église de la Visitation à Paris. Pendant tout son épiscopat; il est considéré comme très favorable aux thèses du jansénisme. Il meurt en 1655.